# Berömda böcker
Berömda böcker är en bokserie som gavs ut av förlaget Björck & Börjesson under åren 1906–1927. Enligt baksidestexten: "Berömda böcker. Hvarje volym kostar häftad En krona. Inbunden i grönt original-clotband med guldpressningar kostar hvarje volym två kronor.".
| Volym            | Titel                                                                                                  | Författare                                | Utgivningsår |
| ---------------- | --- | ----------------------------------------- | ------------ |
| 1                | Ned med vapnen! En lefnadssaga                                                                         | Bertha von Suttner                        | 1906         |
| 3 o. 4           | Raskolnikow. Roman ur ryska samhällslifvet. 2 delar                                                    | Fedor Dostojevski                         | 1906         |
| 5                | Bebodda världar                                                                                        | Camille Flammarion                        | 1906         |
| 6                | Kvinnan på 30 år. Roman                                                                                | H. de Balzac                              | 1906         |
| 7                | En folkfiende                                                                                          | Henrik Ibsen                              | 1906         |
| 8                | Sångernas bok                                                                                          | Heinrich Heine                            | 1906         |
| 9                | Huckleberry Finns äfventyr                                                                             | Mark Twain                                | 1906         |
| 10               | Abrahams offer                                                                                         | Gustaf Jansson                            | 1907         |
| 11               | Urania                                                                                                 | Camille Flammarion                        | 1907         |
| 12 o. 13         | Pickwick-klubbens efterlemnade papper. 2 del.                                                          | Charles Dickens                           | 1907         |
| 14               | Niels Lyhne. Roman                                                                                     | J. P. Jacobsen                            | 1907         |
| 15 o. 16         | Privatdetektiven Sherlock Holmes' äfventyr                                                             | Conan Doyle                               | 1907         |
| 17               | Martas barn. (Forts. å Ned med vapnen)                                                                 | Bertha von Suttner                        | 1907         |
| 18 o. 21         | Höglandsbilder från Hindustan                                                                          | Rudyard Kipling                           | 1907         |
| 19               | Tom Swayers äfventyr                                                                                   | Mark Twain                                | 1907         |
| 20               | Percival Keene                                                                                         | Frederick Marryat                         | 1907         |
| 22 o. 23         | De tre musketörerna, 2 delar                                                                           | Dumas                                     | 1907         |
| 24               | Ett blad ur kärlekens bok                                                                              | Emile Zola                                | 1908         |
| 25, 26 o. 27     | David Copperfield. 3 delar                                                                             | Charles Dickens                           | 1908         |
| 28               | Hafvets Arbetare                                                                                       | Victor Hugo                               | 1908         |
| 29               | Hemlighetsfulla och fantastiska historier                                                              | Edgar Allan Poe                           | 1908         |
| 30               | Jakob Ärlig                                                                                            | Frederick Marryat                         | 1908         |
| 31 o. 32         | Peter Simpel. 2 delar                                                                                  | Frederick Marryat                         | 1909         |
| 33               | Hallarna                                                                                               | Émile Zola                                | 1910         |
| 34               | Trogen in i döden                                                                                      | Felix Dahn                                | 1910         |
| 35               | Sylvestre Bonnards brott                                                                               | Anatole France                            | 1911         |
| 36               | Tom Sawyer som detektiv och Tom Sawyer på resa. (Forts. på Tom Sawyers och Huckleberry Finns äfventyr) | Mark Twain                                | 1911         |
| 37               | Lustiga historier                                                                                      | Mark Twain                                | 1912         |
| 38               | De förtrampade                                                                                         | Fjodor Dostojevski                        | 1912         |
| 40               | Världens undergång                                                                                     | Camille Flammarion                        | 1912         |
| 41               | Hjortdödaren                                                                                           | James Fenimore Cooper                     | 1912         |
| 42               | Eugénie Grandet                                                                                        | H. de Balzac                              | 1913         |
| 43 o. 44         | Döda huset                                                                                             | Fjodor Dostojevski                        | 1913         |
| 45               | Jorden rundt på åttio dagar                                                                            | Jules Verne                               | 1913         |
| 46 o. 47         | Flygande holländaren                                                                                   | Frederick Marryat                         | 1913         |
| 48               | Skogslöparen                                                                                           | Gabriel Ferry                             | 1914         |
| 49               | Djungelboken                                                                                           | Rudyard Kipling                           | 1915         |
| 50               | Två unga hustrurs memoarer                                                                             | H. de Balzac                              | 1915         |
| 51               | Andra djungelboken                                                                                     | Rudyard Kipling                           | 1915         |
| 52 o. 53         | Zanoni. 2 delar                                                                                        | Edward Lytton Bulwer                      | 1915         |
| 54 o. 55         | Kvinnogunst. 2 delar                                                                                   | Guy de Maupassant                         | 1915         |
| 56               | Den siste mohikanen                                                                                    | James Fenimore Cooper                     | 1916         |
| 58               | En dunkel historia                                                                                     | H. de Balzac                              | 1916         |
| 59               | Hemlighetsfulla och fantastiska historier. Ser. 2                                                      | Edgar Allan Poe                           | 1916         |
| 60 o. 61         | En yankee vid kung Arturs hov                                                                          | Mark Twain                                | 1916         |
| 62 o. 63         | Varg-Larsen                                                                                            | Jack London                               | 1916         |
| 64               | Vägvisaren                                                                                             | James Fenimore Cooper                     | 1916         |
| 65               | Den odödlige äkta mannen                                                                               | Fjodor M. Dostojevski                     | 1917         |
| 66               | Tvänne berättelser                                                                                     | H. de Balzac                              | 1917         |
| 67 o. 68         | En anarkists minnen                                                                                    | Kropotkin                                 | 1917         |
| 69 o. 70         | Världsalltet: fantasi och verklighet                                                                   | Camille Flammarion                        | 1917         |
| 71, 72, 73 o. 74 | Emil eller Om uppfostran                                                                               | Jean-Jacques Rousseau                     | 1917         |
| 75 o. 76         | Drottning Gåsfot                                                                                       | Anatole France                            | 1917         |
| 77               | Skinnstrumpa                                                                                           | James Fenimore Cooper                     | 1917         |
| 78               | En droppe negerblod                                                                                    | Mark Twain                                | 1918         |
| 79               | Snobbarnas bok                                                                                         | W. M. Thackeray                           | 1918         |
| 80               | Baron Münchhausens märkvärdiga resor och äfventyr till lands och vatten                                | Karl Friedrich Hieronymus von Münchhausen | 1918         |
| 81               | Prärien: gräsöknen                                                                                     | James Fenimore Cooper                     | 1918         |
| 82               | En återblick                                                                                           | Edward Bellamy                            | 1919         |
| 83               | På den hvita stenen                                                                                    | Anatole France                            | 1919         |
| 84               | Prinsen och tiggargossen                                                                               | Mark Twain                                | 1919         |
| 85               | Skattkammarön                                                                                          | Robert Louis Stevenson                    | 1919         |
| 86               | Min väns bok                                                                                           | Anatole France                            | 1919         |
| 87               | På Mississippifloden                                                                                   | Mark Twain                                | 1919         |
| 88               | Dr Jekyll och Mr Hyde                                                                                  | Robert Louis Stevenson                    | 1919         |
| 89               | Wilhelm Tell                                                                                           | Schiller                                  | 1919         |
| 90               | Pierre Nozière                                                                                         | Anatole France                            | 1922         |
| 91               | Lysande utsikter eller Pip Pirrips märkvärdiga levnadsöden                                             | Charles Dickens                           | 1922         |
| 92               | Sjöfararen Robinson Crusoe's levnad och underbara äventyr                                              | Daniel Defoe                              | 1922         |
| 93               | Sällsamma historier                                                                                    | Edgar Allan Poe                           | 1922         |
| 94               | Kusin Bette                                                                                            | H. de Balzac                              | 1923         |
| 95               | Masterman Ready                                                                                        | Frederick Marryat                         | 1923         |
| 96               | Ulspegels underbara levnadsöden och lustiga äventyr                                                    | Charles de Coster                         | 1924         |
| 97               | Sjökadetten                                                                                            | Frederick Marryat                         | 1925         |
| 98               | Frank Mildmay eller en sjöofficers öden                                                                | Frederick Marryat                         | 1926         |
| 99               | Konungens egen                                                                                         | Frederick Marryat                         | 1927         |
| 100              | Newton Forster eller till sjöss på handelsfartyg                                                       | Frederick Marryat                         | 1927         |
| 102              | Skeppshunden Snarleyyow                                                                                | Frederick Marryat                         | 1927         |